# 唐人町
唐人町（とうじんまち）は福岡県福岡市中央区にある町名。現行の行政地名は、唐人町一丁目から三丁目までである。面積は23.68ヘクタール。2022年9月末現在の人口は2,949人。郵便番号は810-0063。

## 地理

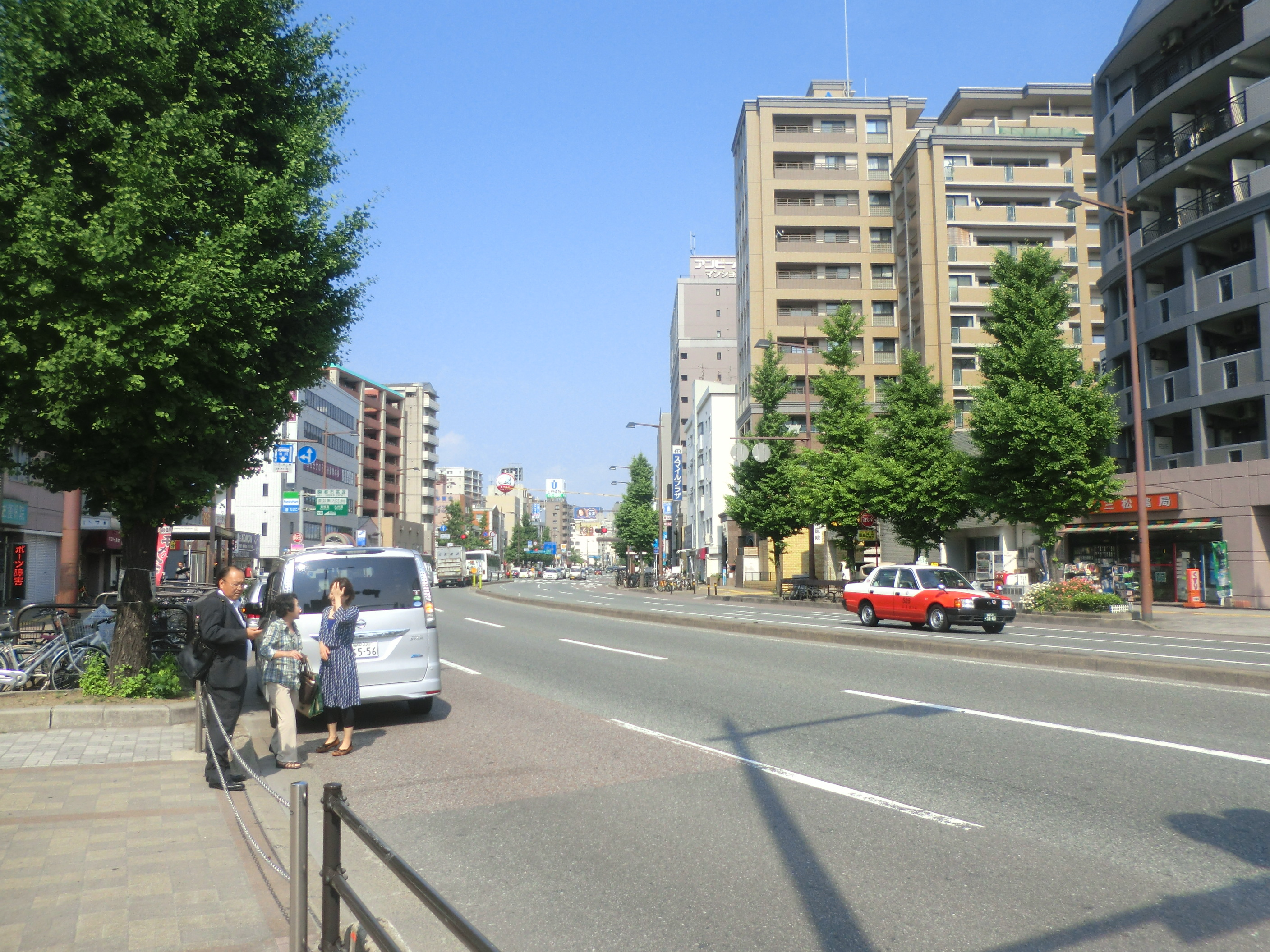
唐人町の風景（地下鉄駅付近より明治通り西側を望む。右は黒門）

唐人町は、福岡市の都心部とされる中央区天神の西約2.5キロメートル、中央区の北西部に位置する。北でよかトピア通りを挟んで福浜と、北東で黒門川（開渠）を介して伊崎と、東で黒門川通り（及び暗渠の黒門川）を挟んで荒戸と、南で明治通りを挟んで黒門と、西で菰川を介して地行と接している。福岡市営地下鉄で天神駅から唐人町駅まで6分、博多駅から唐人町駅までは11分と都心部に隣接し、昔ながらの商店街や、多くの寺社を有する地域である。

### 文教地区としての唐人町
唐人町内には当仁小学校がある。また、地下鉄唐人町駅は、西日本短期大学、福岡大学附属若葉高等学校、福岡教育大学附属福岡小学校、福岡教育大学附属福岡中学校、当仁中学校、南当仁小学校、福浜小学校などの最寄り駅となっており、隣の西新駅周辺地区とともに、文教地区を形成している。

### 唐人町とその周辺
- 一丁目は唐人町商店街を中心とした商業地区。
- 二丁目は住宅地区で、以前は福岡市立こども病院・感染症センターがあった。
- 三丁目は当仁小学校がある住宅地区で、寺社も多い。

また、唐人町駅は福岡PayPayドームやホークスタウンの最寄り駅である。

### 河川
町内には次の河川がある。
- 菰川（こもがわ）[注釈 1]
- 黒門川[注釈 2]

河川の写真
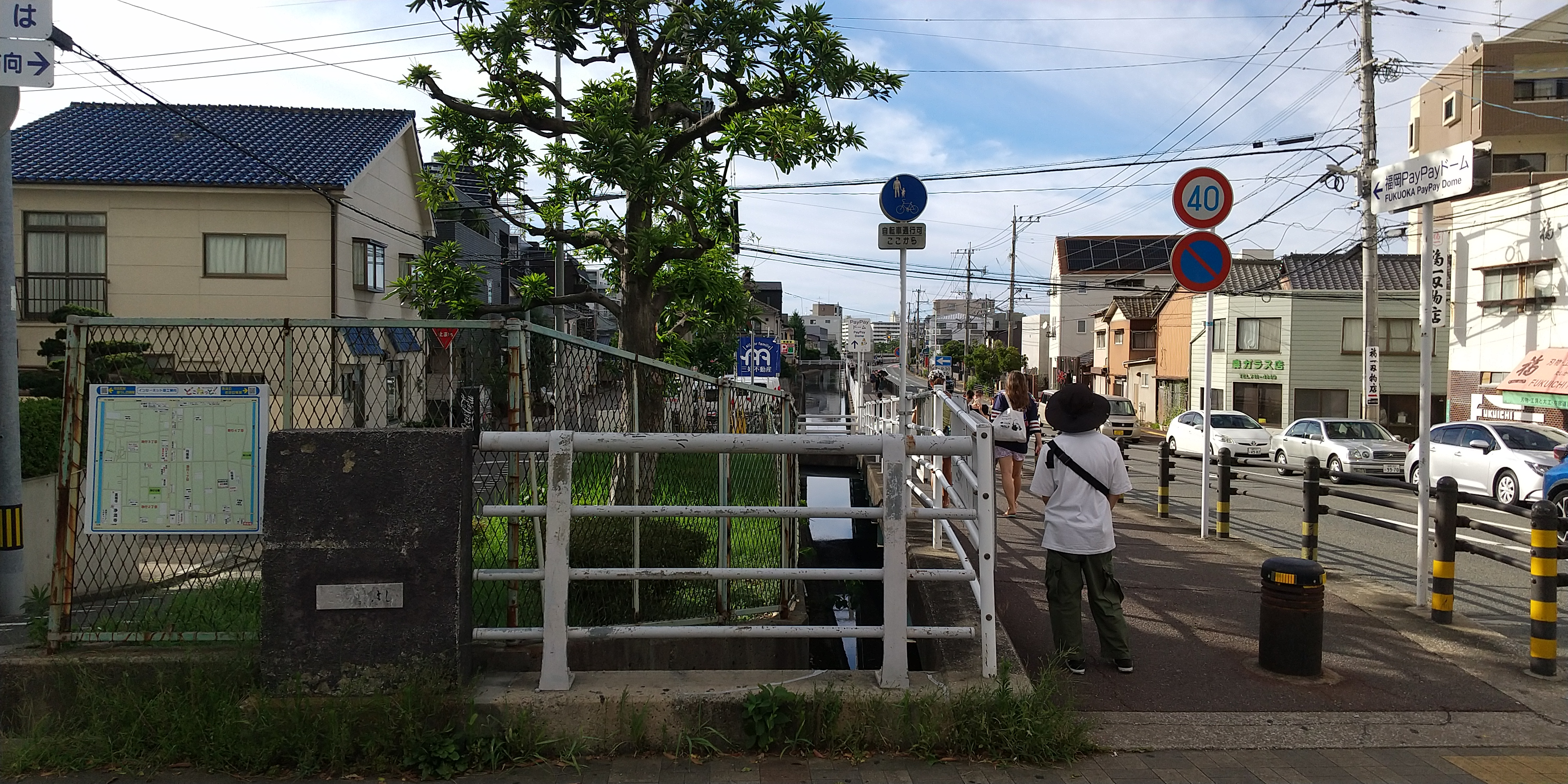
菰川（菰川橋及び人町西交差点より、左：地行、右：唐人町）
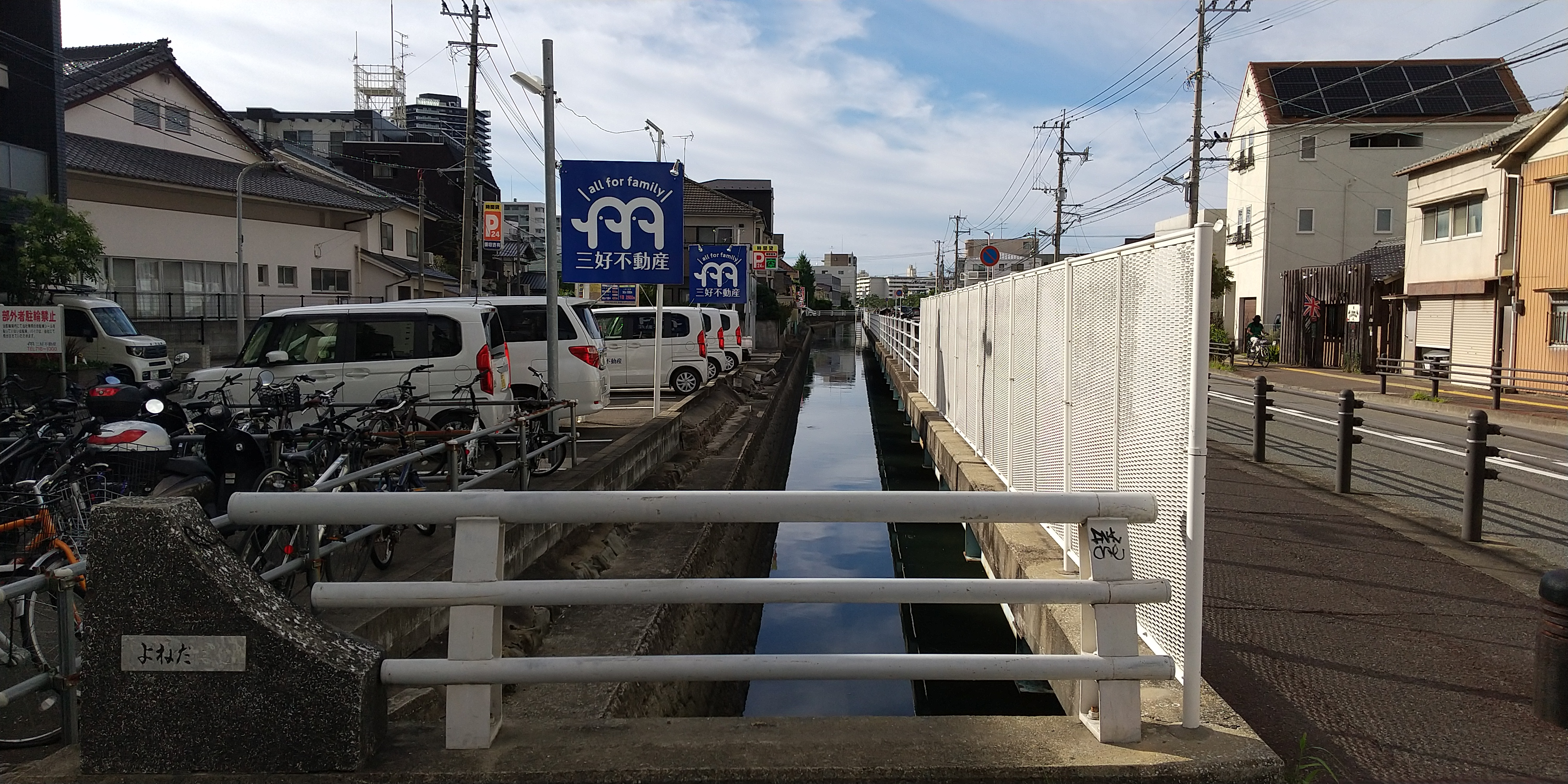
菰川（米田橋より、左：地行、右：唐人町）
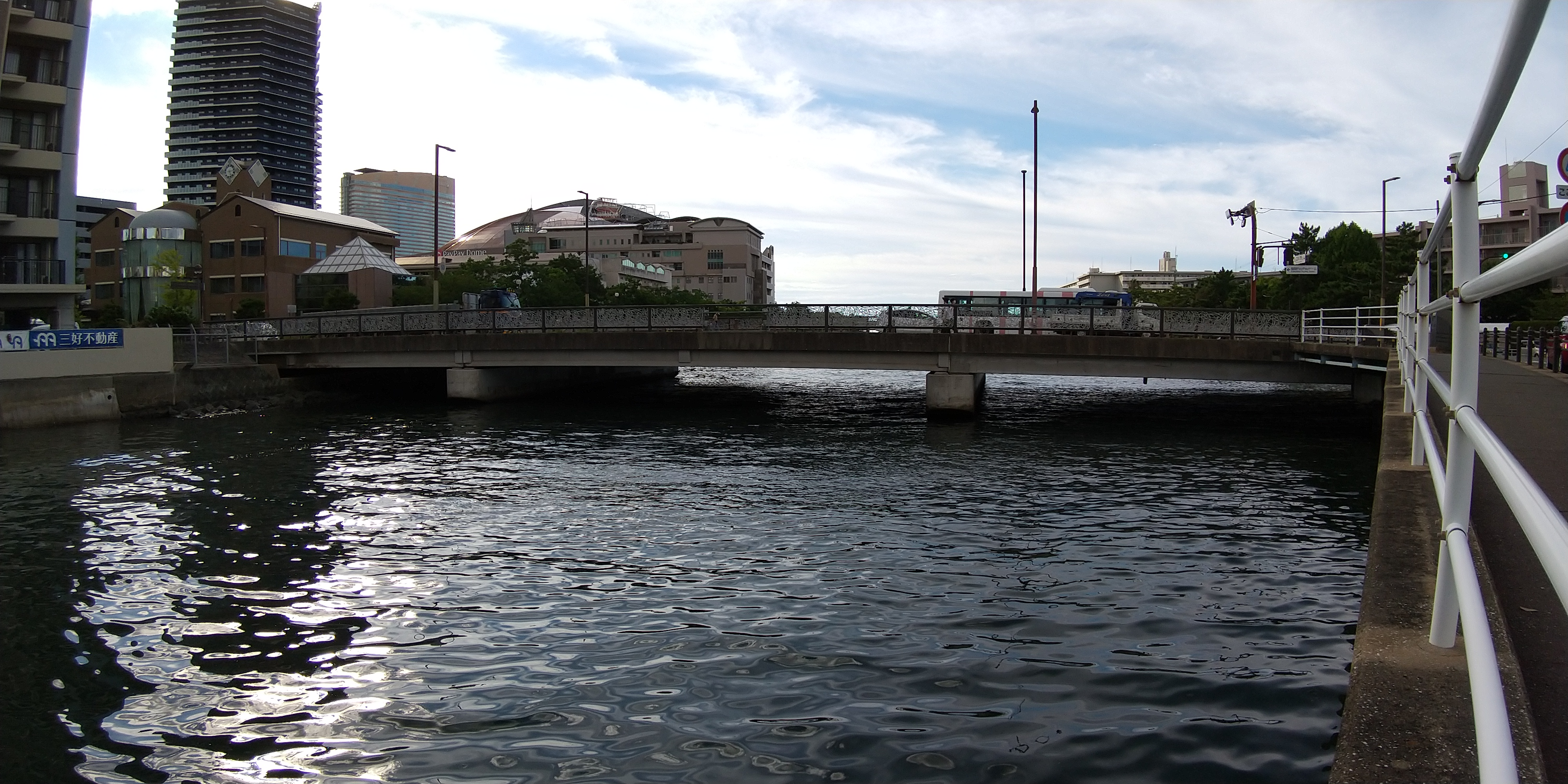
地行浜橋（よかトピア通り、菰川、左：地行、右：唐人町）
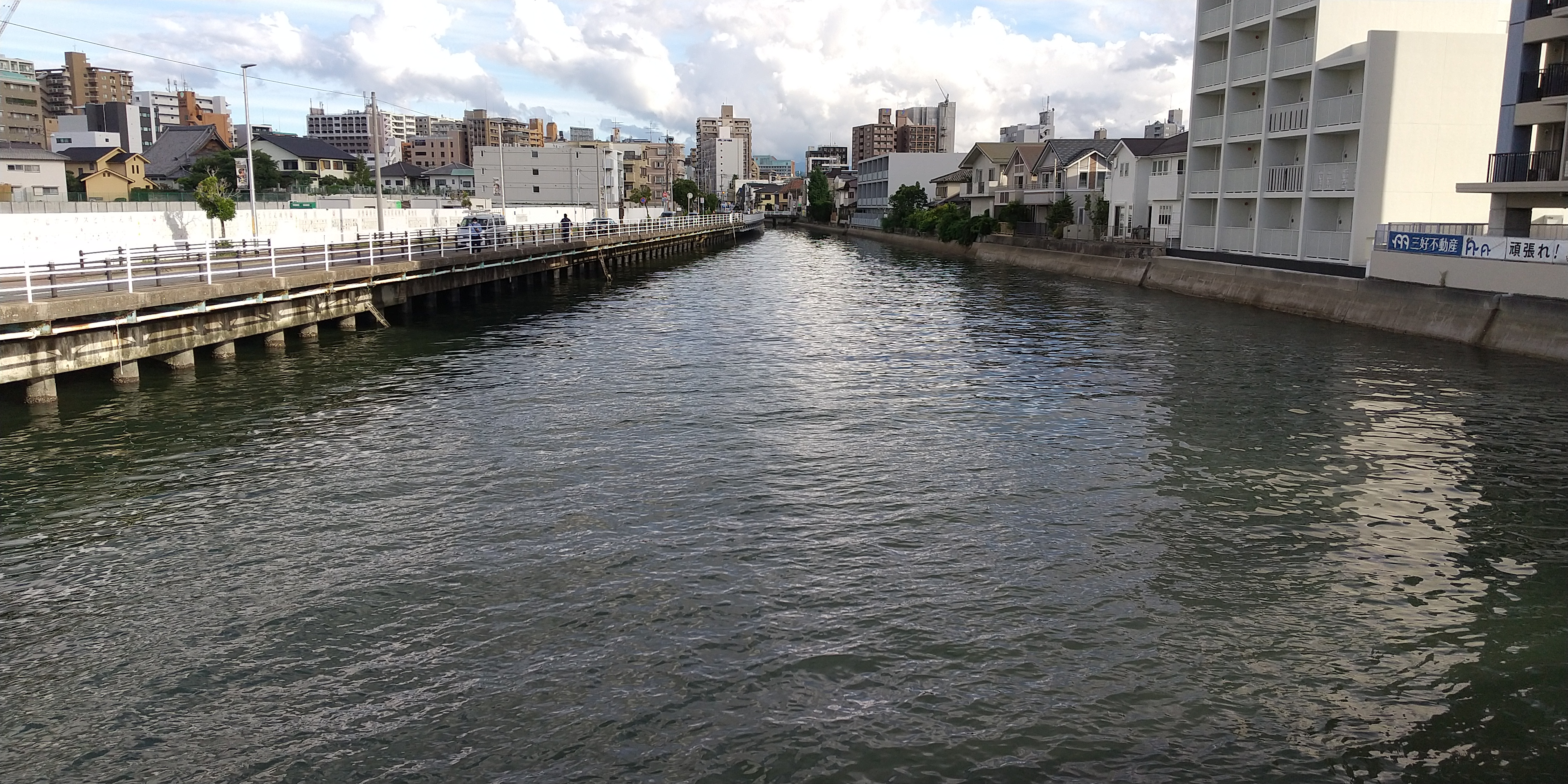
菰川（地行浜橋より、左：唐人町、右：地行）
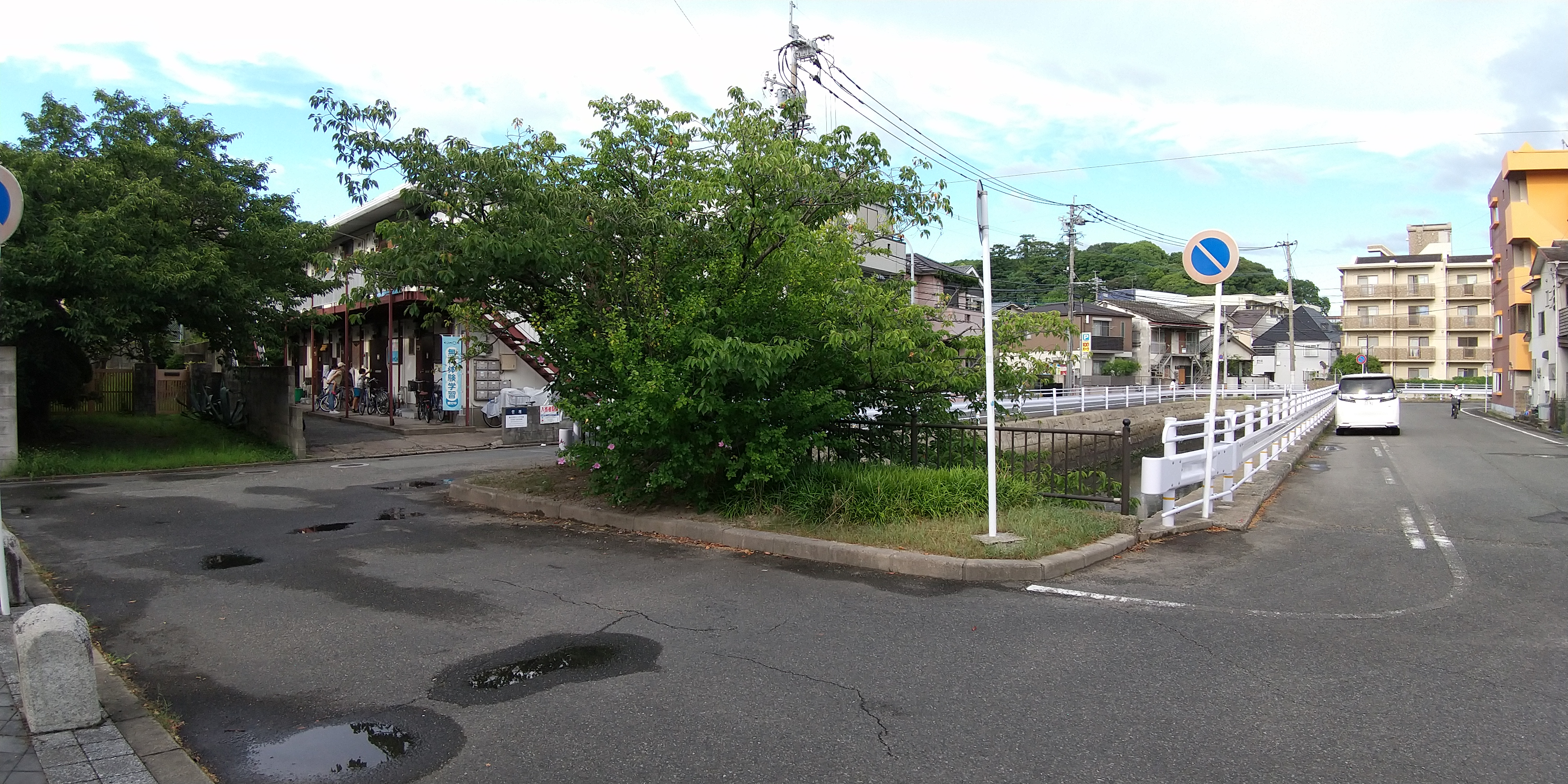
黒門川（福浜団地入口交差点の東側付近より、左：伊崎、右：唐人町）

### 都市計画
都市計画に関しては、「福岡市都市計画マスタープラン」において定められた方針については次のとおりである。交通ネットワークとして都市の骨格となる明治通りの沿道や幹線道路であるよかトピア通り及び黒門川通りの沿道は、商業、業務、サービス施設や中高層住宅などが連続した「都市軸」や「沿道軸」に位置付けられている。土地利用については、唐人町地区は、戸建住宅などの低層住宅が大部分を占めるが、一部中層住宅などが立地する「低中層住宅ゾーン」に位置付けられ、良好な住環境の保全・形成、低層住宅と中層住宅の調和などがまちづくりの視点とされている。また、課題としては、幅員4メートル未満の狭隘道路が多い地区があり、築30年以上の木造建築物も多いため、災害時の安全性などの面で課題となっている。用途地域は、明治通り、黒門川通り、唐人町1232号線及び唐人町1233号線に囲まれた範囲、明治通りの北側道路境界線から概ね30メートルの範囲、並びに、唐人町1233号線の西側道路境界線から概ね30メートルの範囲は商業地域に、よかトピア通りの南側道路境界線及び黒門川通りの西道路境界線から概ね50メートルの範囲が第二種住居地域に、これら以外は第一種住居地域に指定されている。

## 歴史
地名の由来については不詳であり、歴史的に渡来人の居留地などは認められないが、『筑前国続風土記』には「其始高麗人住せり」とあり、『筑前国続風土記拾遺』には「往古は唐船が泊まりしゆえ、如此名あるよし」とある。
文献上に初めて登場するのは、1627年（寛永4年）に成立した『筑前筑後肥前肥後探索書』である。江戸時代には唐津街道に沿って町家が立ち並び、これが後の唐人町商店街に発展したと考えられている。1784年（天明4年）には、福岡藩の藩校として亀井南冥館長による西学問所「甘棠館」が設立された。しかし、1792年（寛政4年）10月に商家から出火した火災で炎上。そのまま廃校となり、生徒は東学問所修猷館に編入され、その後も再建されることは無かった。
1968年の町区合併により、浪人町、大円寺町、枡木屋町なども唐人町に統合された。浪人町は江戸時代に浪人が多く住んでいたことからとする説があり、昭和中期には中当仁町とも言った。大円寺町はその昔、黒田藩の小禄武士の屋敷町だった。
終戦後は、唐人町商店街が、福岡市内の商店街でも早くからアーケードを設置して賑わい、また住宅地化が進行した。1990年代後半から住宅街の再開発が進み、高層マンションの新築が相次いでいる。
また、唐人町はヤクルト創業の地でもあり、ホークスとうじん通り沿いの「代田保護菌研究所」があった位置にはヤクルトの瓶の形をしたモニュメントに「健腸長寿」「ヤクルト事業創業の地」と書かれた石碑が立っている。

## 人口
唐人町一丁目から三丁目までを合わせた人口の推移を福岡市の住民基本台帳（公称町別）に基づき示す（単位：人）。集計時点は各年9月末現在である。
- 2001年（平成13年）：2,484
- 2002年（平成14年）：2,512
- 2003年（平成15年）：2,465
- 2004年（平成16年）：2,450
- 2005年（平成17年）：2,506
- 2006年（平成18年）：2,730
- 2007年（平成19年）：2,736
- 2008年（平成20年）：2,743
- 2009年（平成21年）：2,740
- 2010年（平成22年）：2,790
- 2011年（平成23年）：2,795
- 2012年（平成24年）：2,776
- 2013年（平成25年）：2,853
- 2014年（平成26年）：2,831
- 2015年（平成27年）：2,815
- 2016年（平成28年）：2,827
- 2017年（平成29年）：2,843
- 2018年（平成30年）：2,869
- 2019年（令和元年）：2,917
- 2020年（令和2年）：2,977
- 2021年（令和3年）：2,975
- 2022年（令和4年）：2,949

## 交通

### 鉄道
鉄道については、福岡市交通局が運営する地下鉄が地区の南側に通っており、黒門、唐人町、地行及び今川にまたがる位置に次の駅がある。
- 福岡市地下鉄空港線：唐人町駅

### バス
バスについては、西日本鉄道株式会社が運営する西鉄バスが運行しており、次の停留所がある。
- よかトピア通り沿い：福浜二丁目
- 明治通り沿い：唐人町、黒門（荒戸三丁目及び大濠公園）
- 黒門川通り沿い：唐人町三丁目

### 道路
主な幹線道路は次の通り。
- よかトピア通り
- 明治通り
- 黒門川通り
- ホークスとうじん通り[注釈 3]
- 唐人町1235号線（唐人町商店街）

主な道路の写真
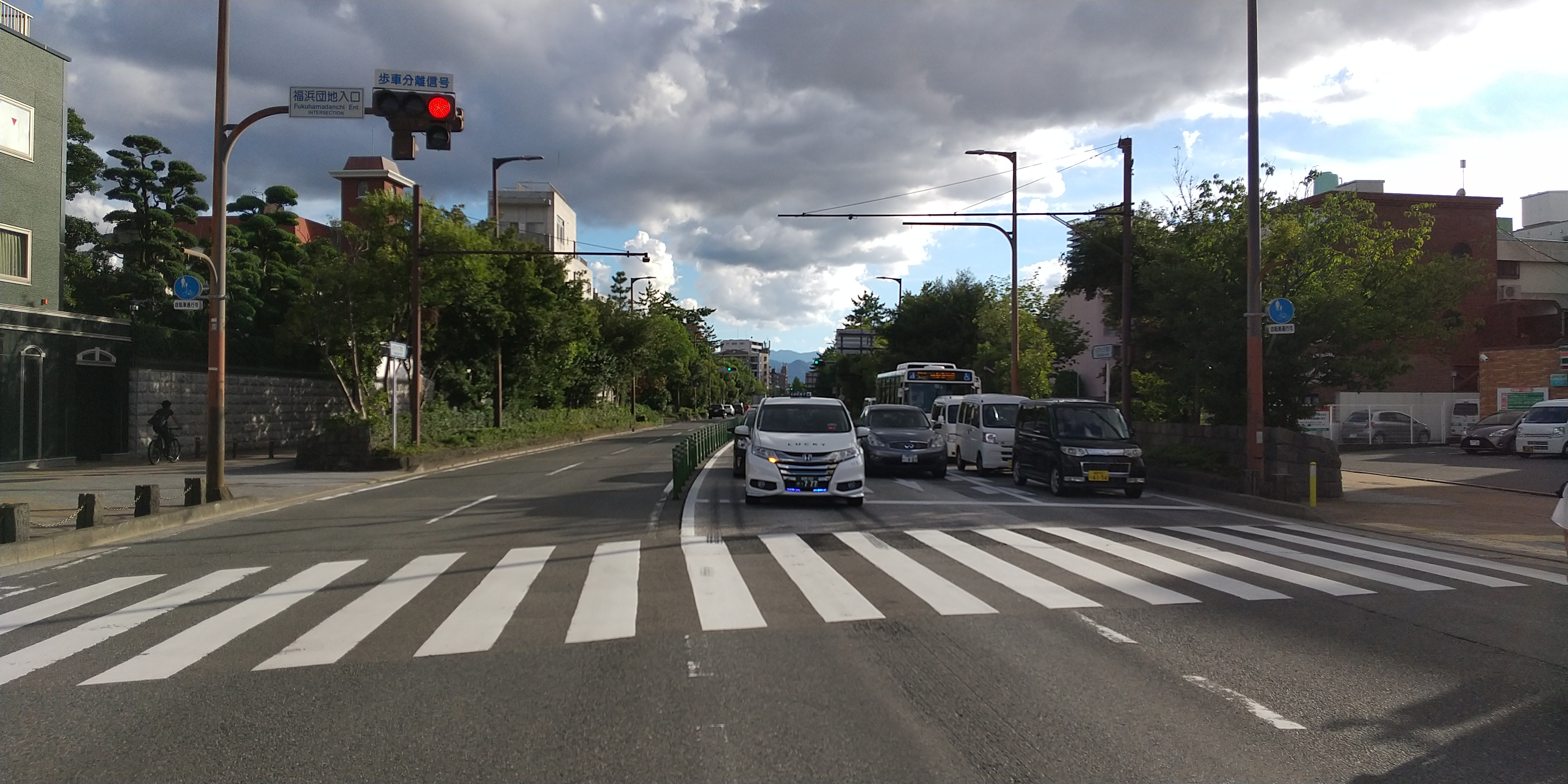
よかトピア通り（福浜西交差点より、左：唐人町、右：福浜）
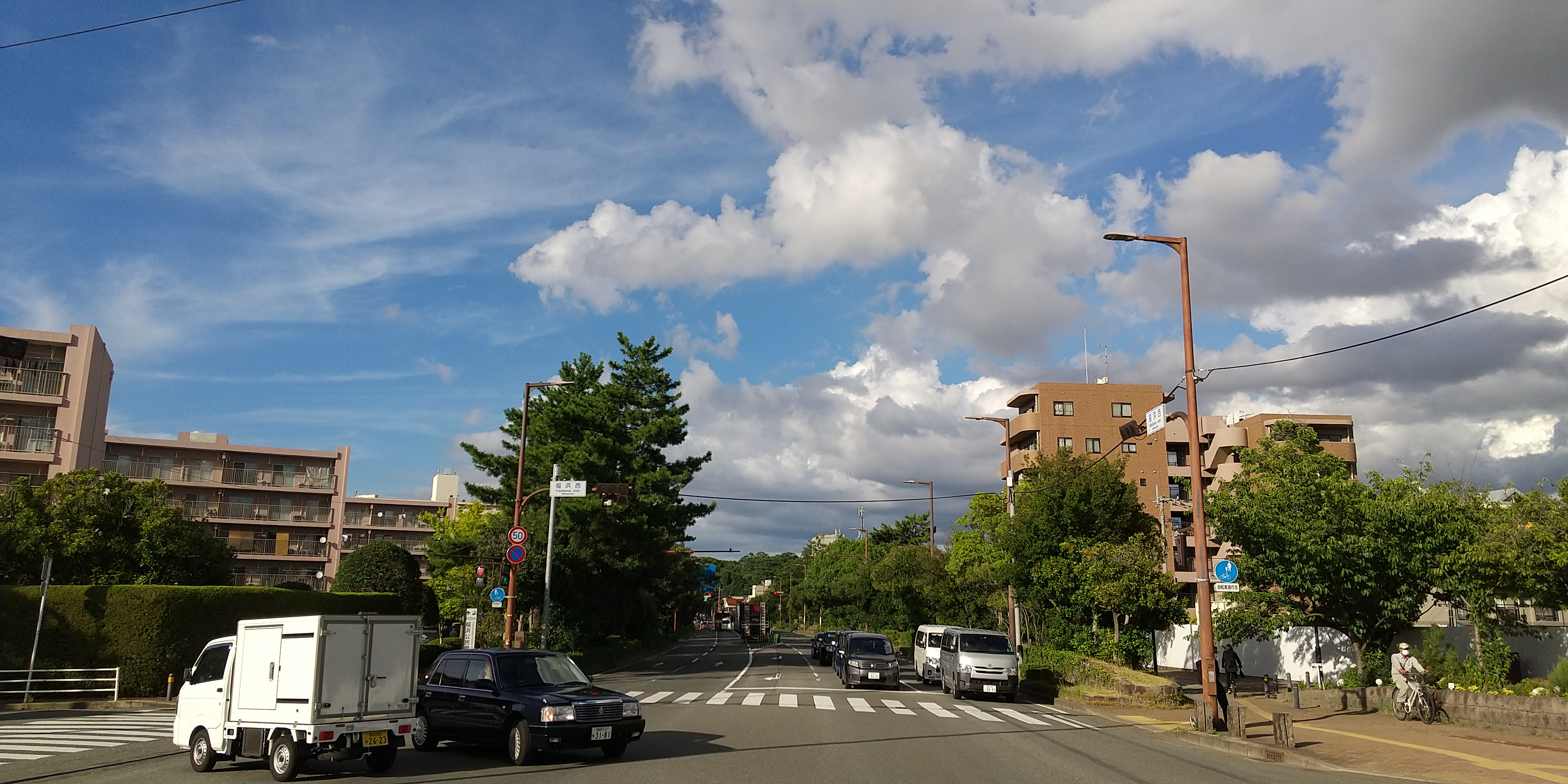
よかトピア通り（福浜西交差点より、左：福浜、右：唐人町）
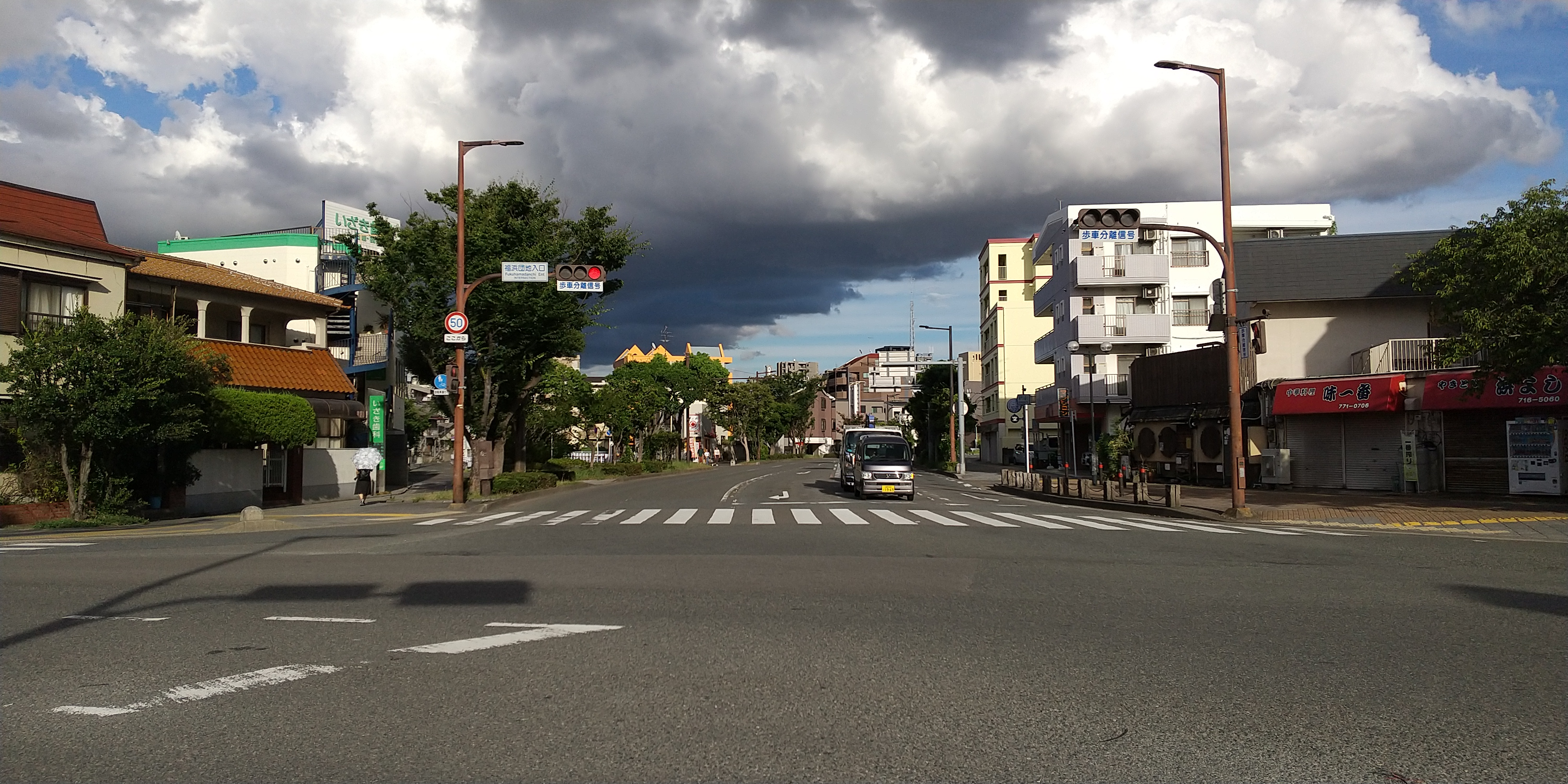
黒門川通り（福浜団地交差点より、左：伊崎、右：唐人町）
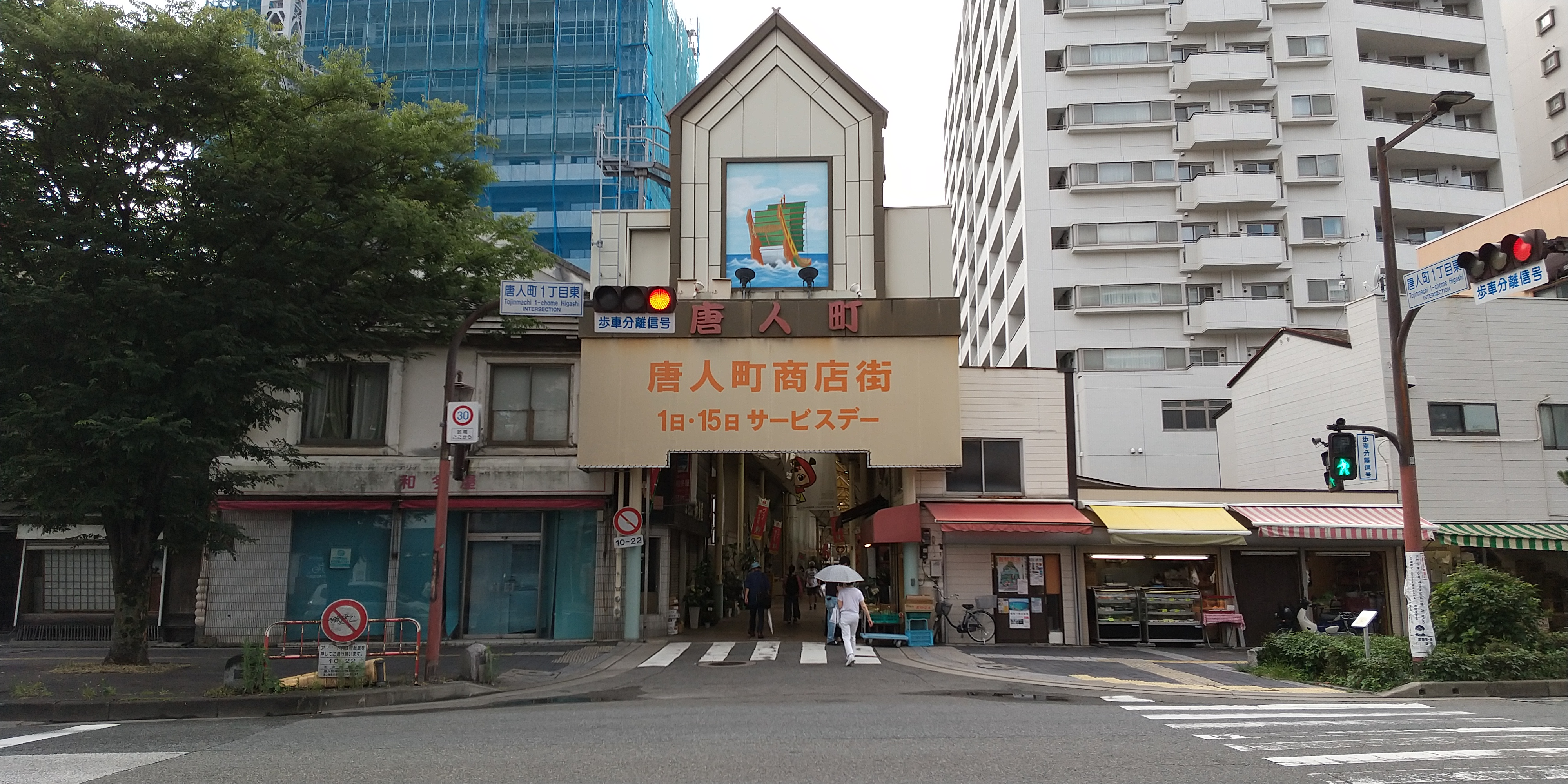
唐人町商店街（唐人町1丁目東交差点から望む）

## 施設

### 公共・公益施設
- 当仁公民館（とうにんこうみんかん）[注釈 4]
- 福岡唐人郵便局（ふくおかとうじんゆうびんきょく）[注釈 5]
- 唐人町公園[注釈 6]
- 唐人町北公園[注釈 7]

主な公共・公益施設の写真
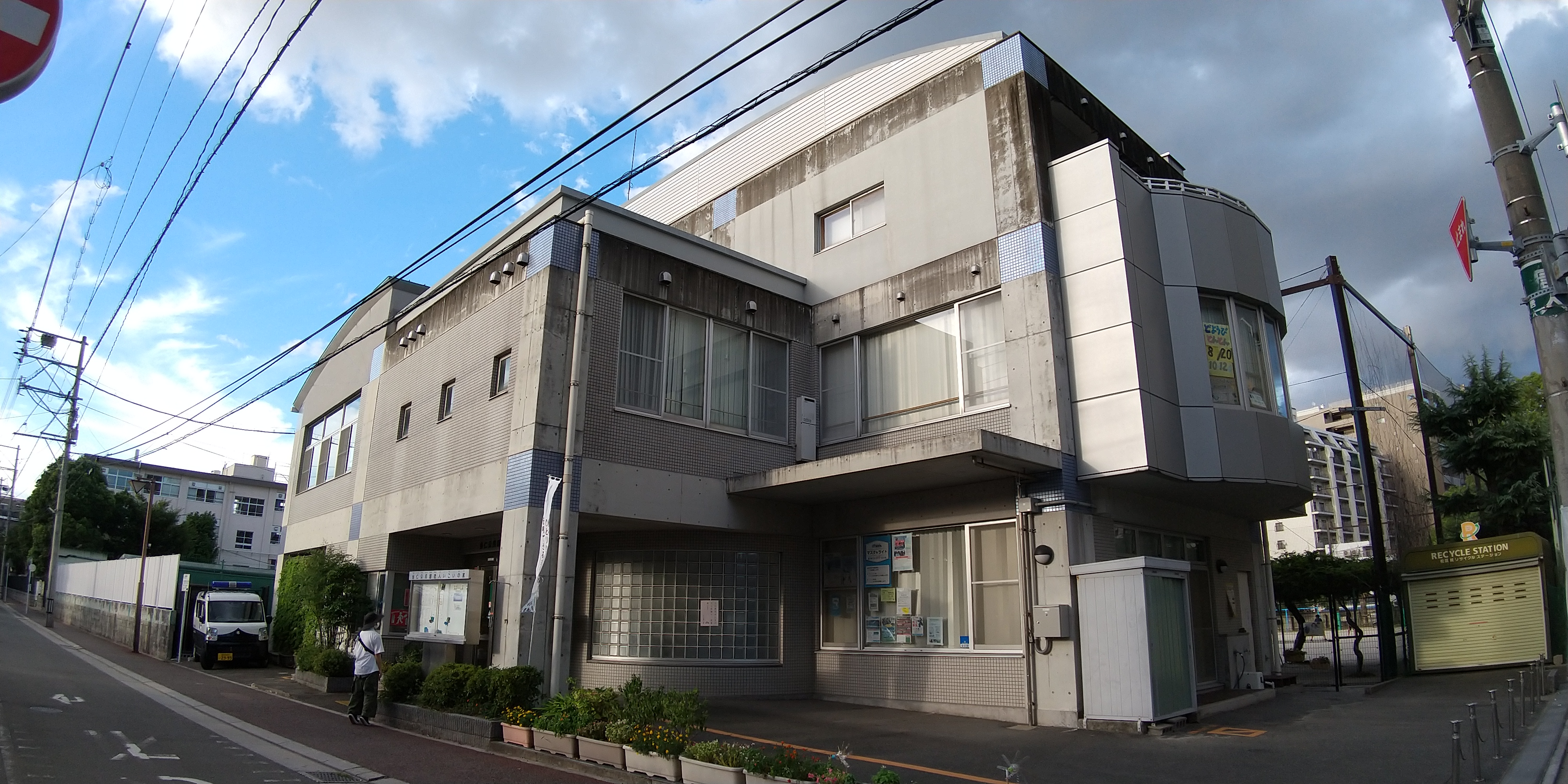
当仁公民館
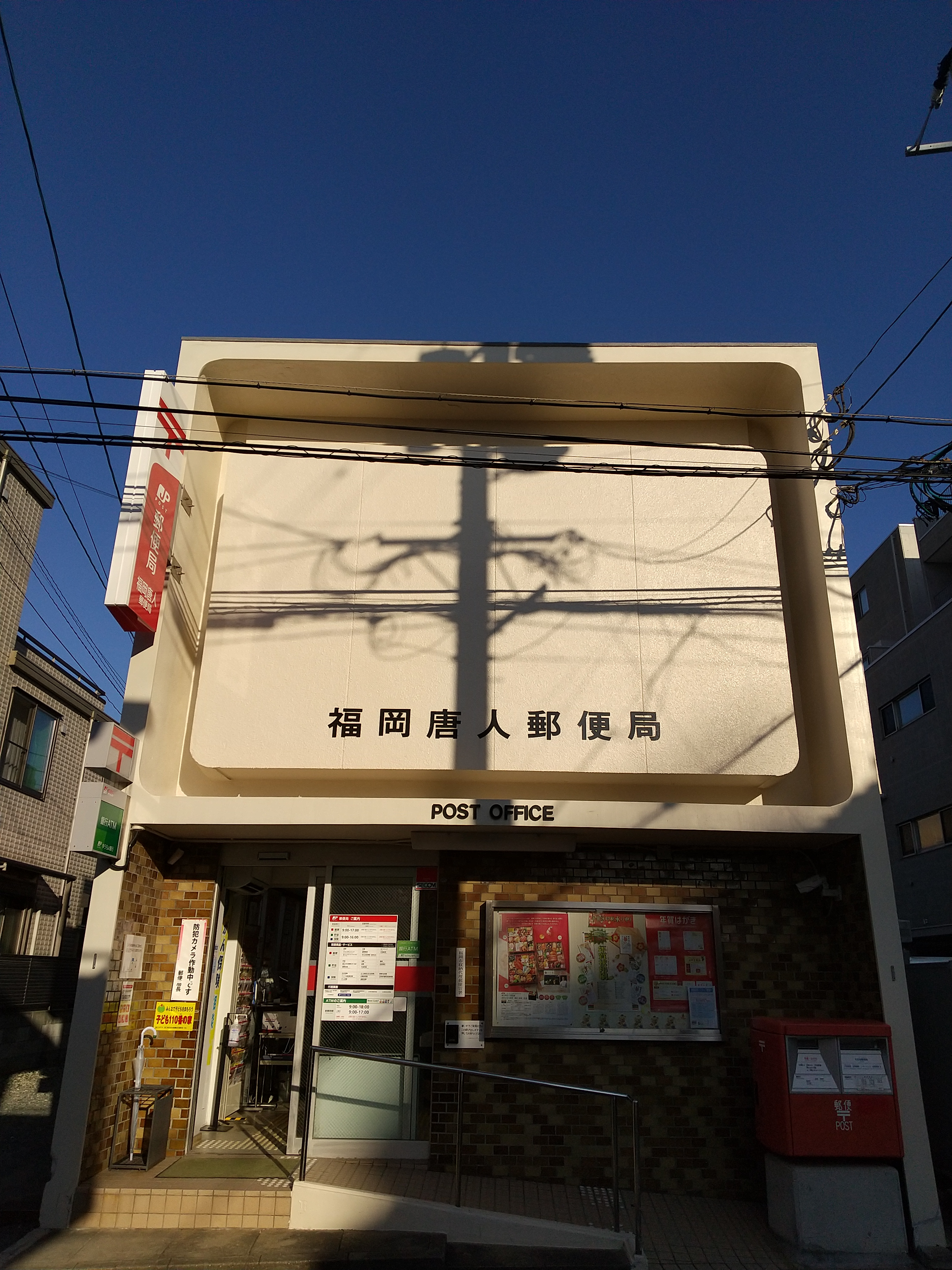
福岡唐人郵便局
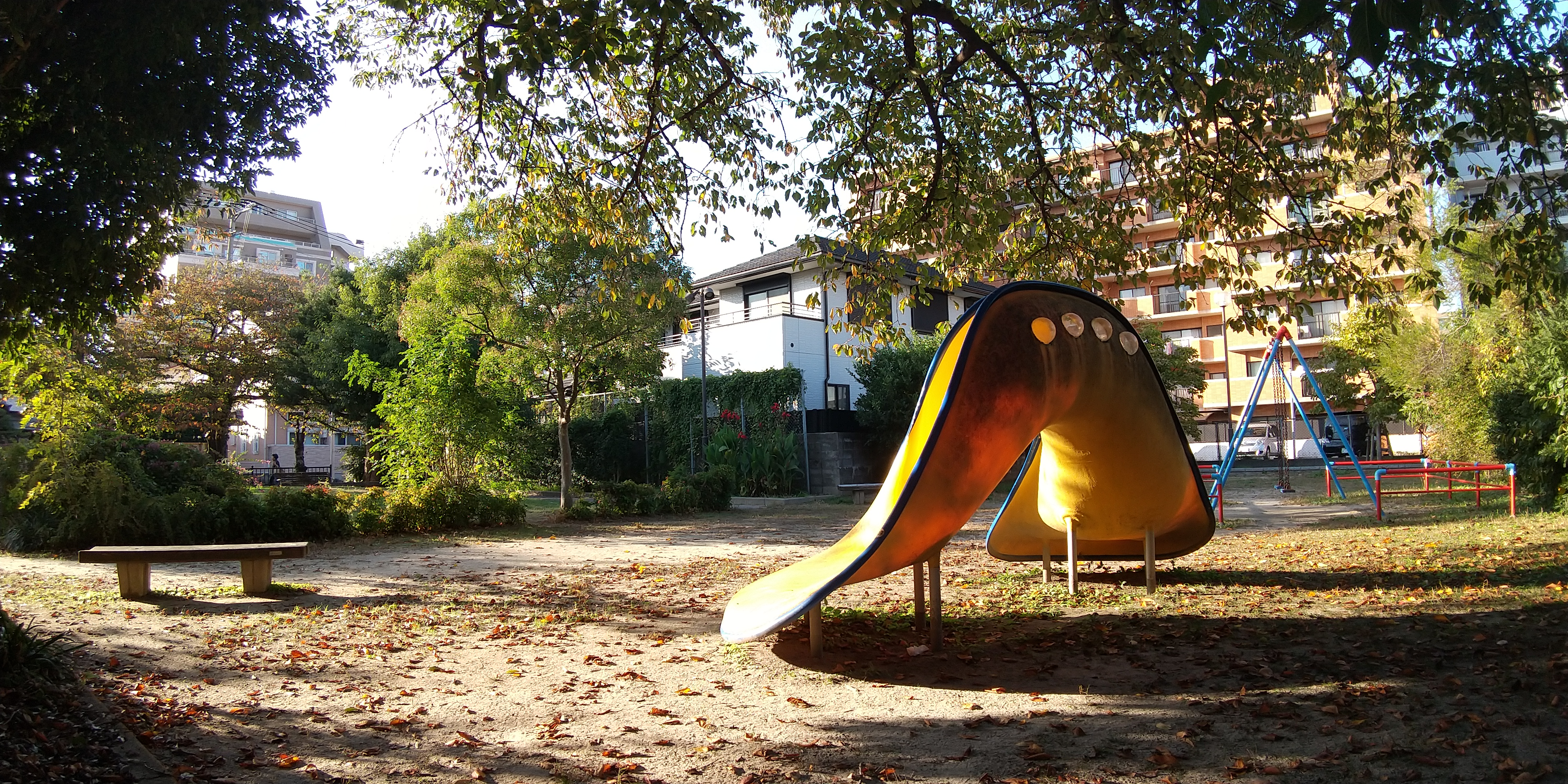
唐人町公園
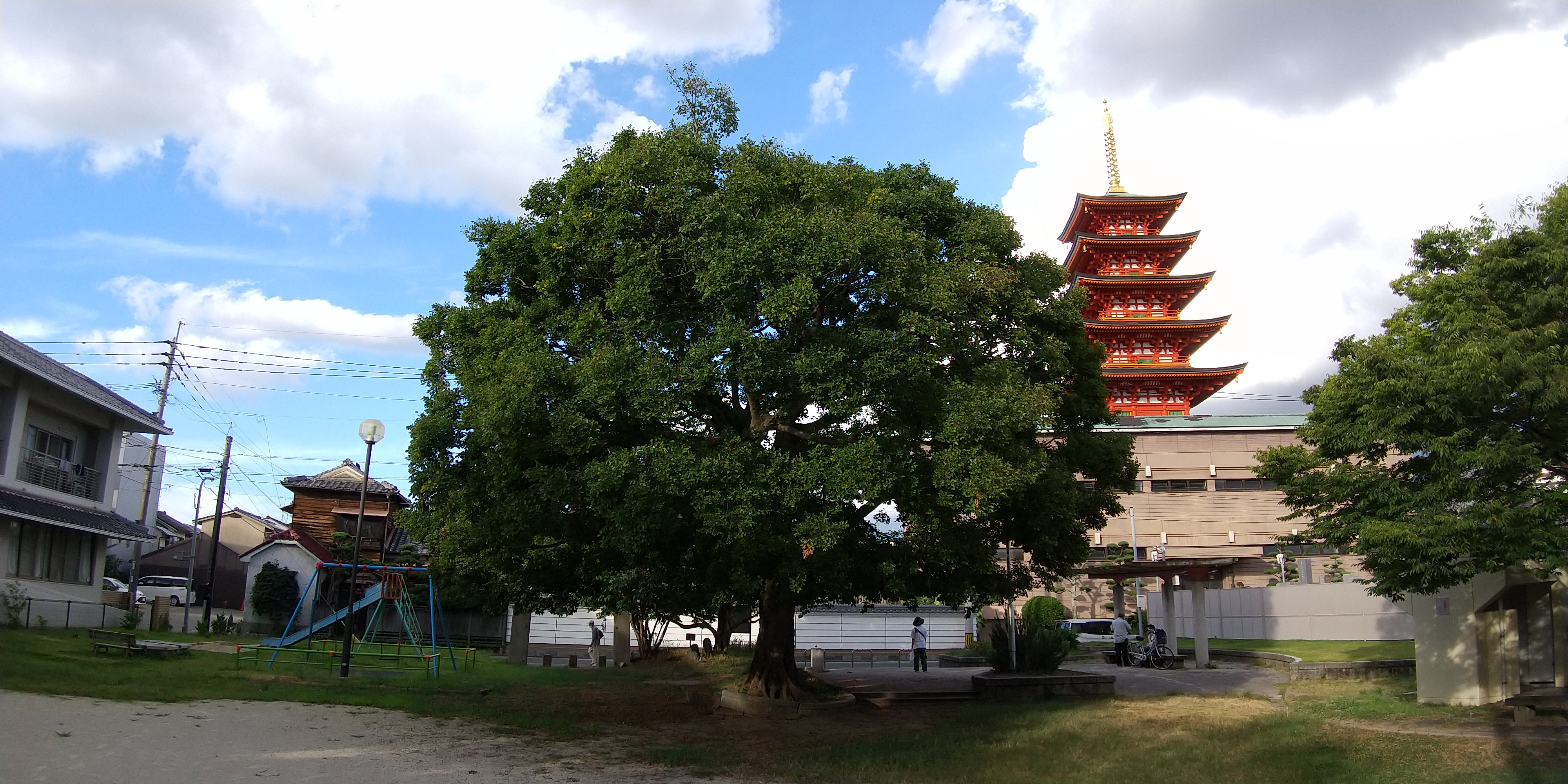
唐人町北公園

### 教育施設
小学校については次の通り。
- 福岡市立当仁小学校（とうにんしょうがっこう）

中学校については町内には存在しないが、校区については、次の学校の校区に属する。
- 福岡市立当仁中学校（とうじんちゅうがっこう、福浜二丁目7番1号）

教育施設の写真
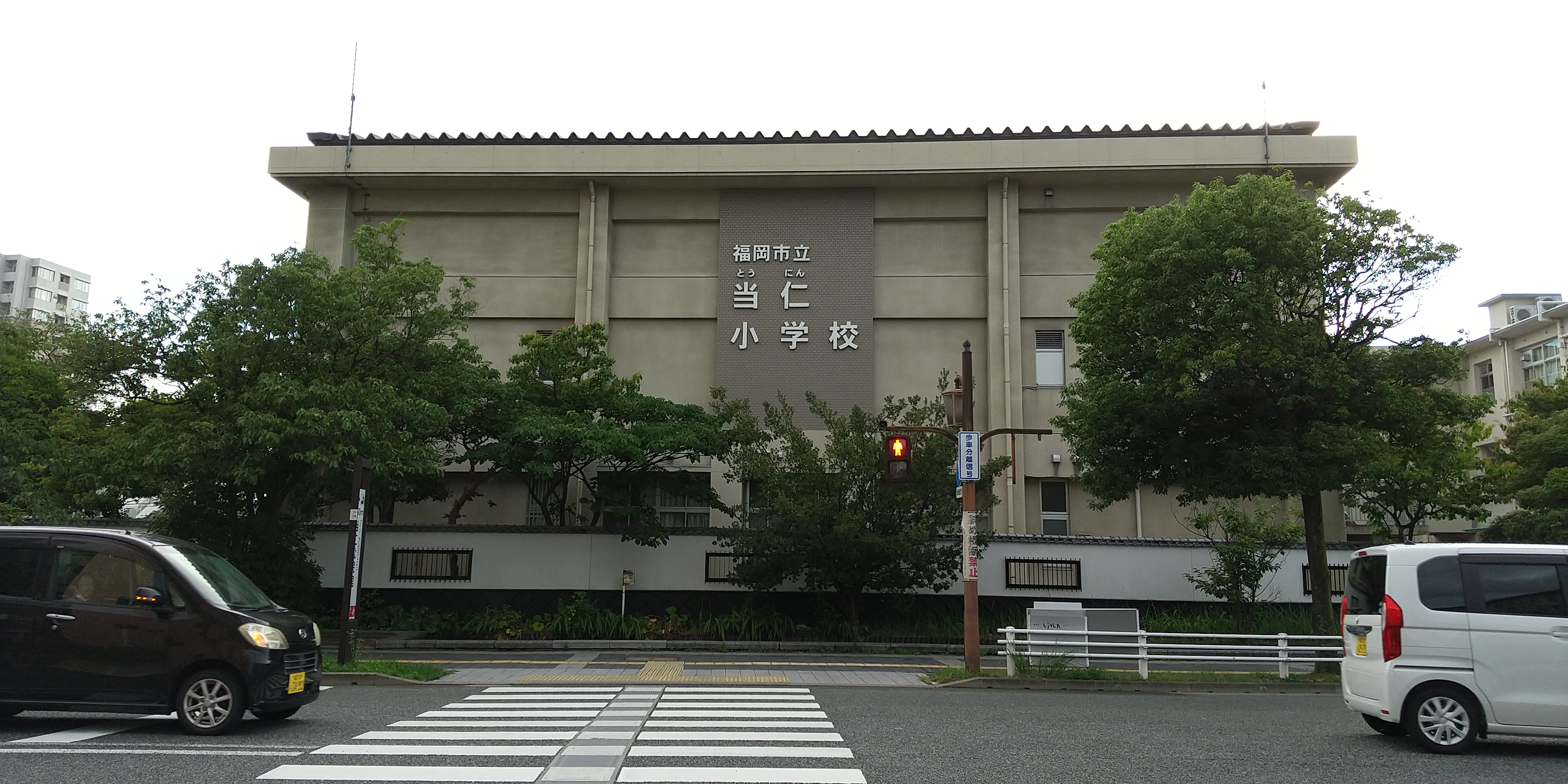
当仁小学校

### 商業施設
旧唐津街道沿いに次の商店街がある。
- 唐人町商店街

## 名所・旧跡
- 成道寺（じょうどうじ）[注釈 8]・八兵衛地蔵尊[注釈 9]
- 善龍寺[注釈 10]
- 吉祥寺（きっしょうじ）[注釈 11]
- 妙安寺（みょうあんじ）[注釈 12]
- 西学問所（甘棠館）跡[注釈 13]
- 枡木屋跡（ますごやあと）[注釈 14]
- 八橋神社（やつはしじんじゃ）[注釈 15]
- 大圓寺[注釈 16]
- 妙法寺[注釈 17]

主な名所・旧跡の写真
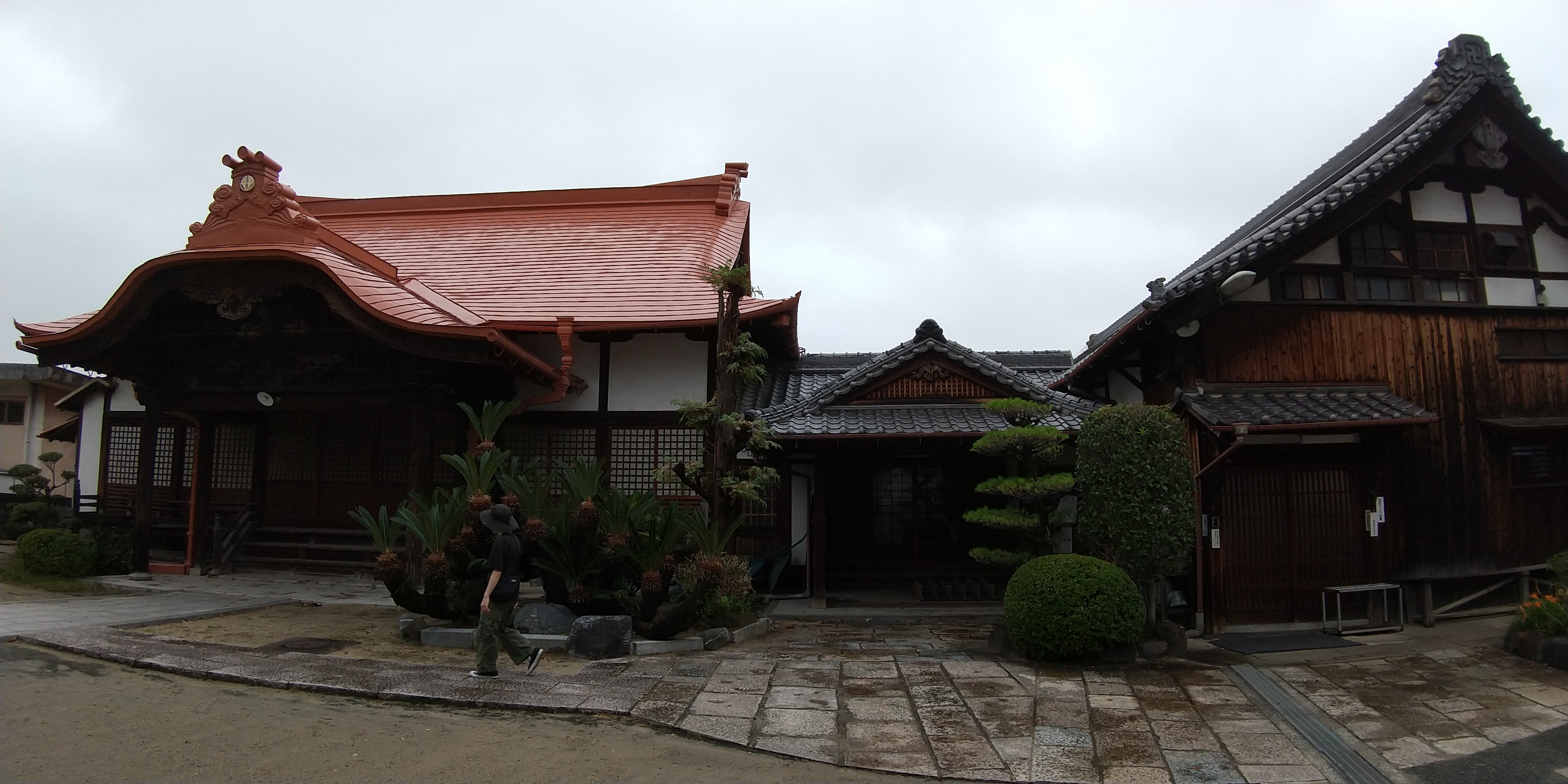
成道寺
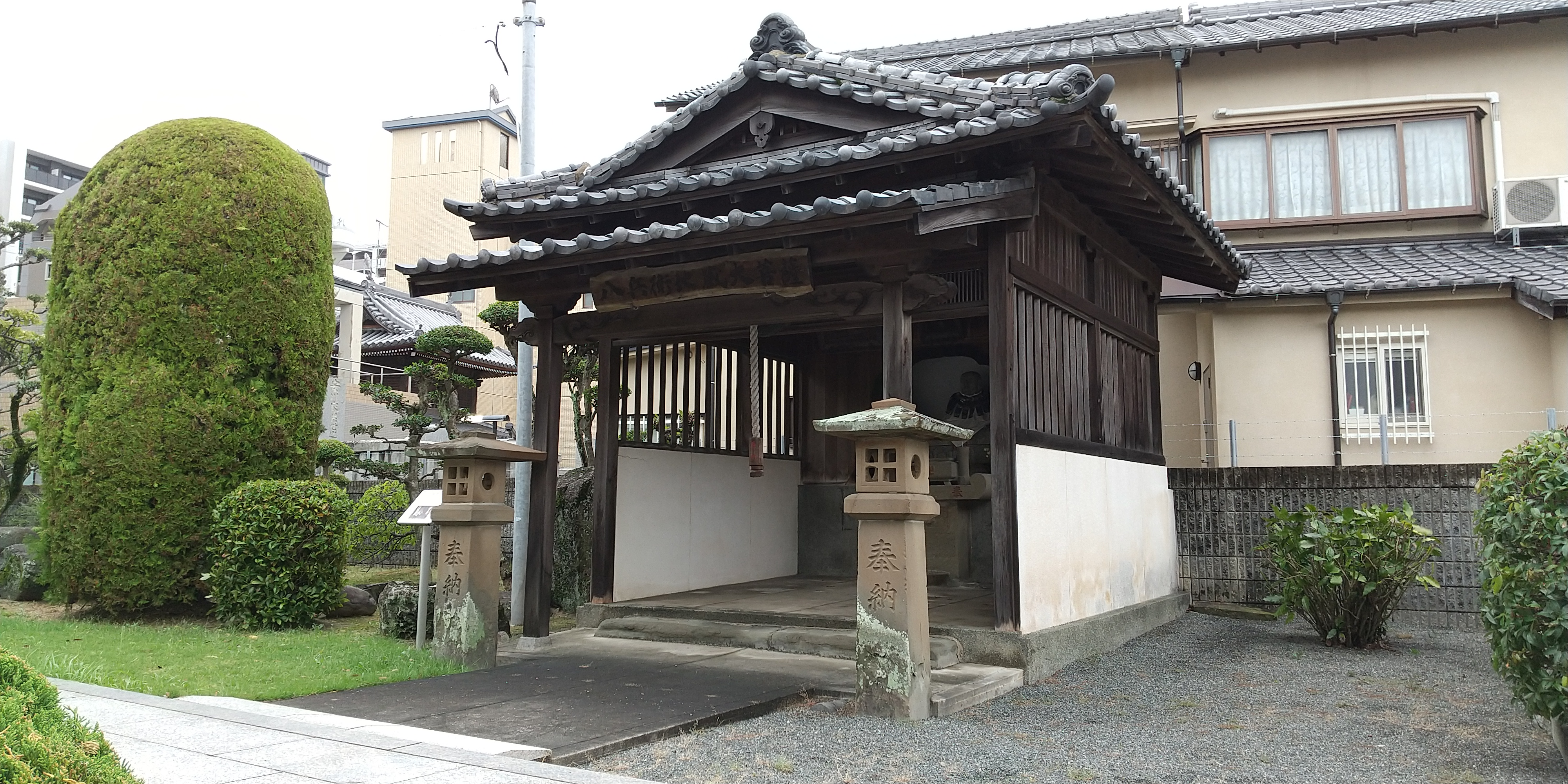
八兵衛地蔵尊(成道寺内)
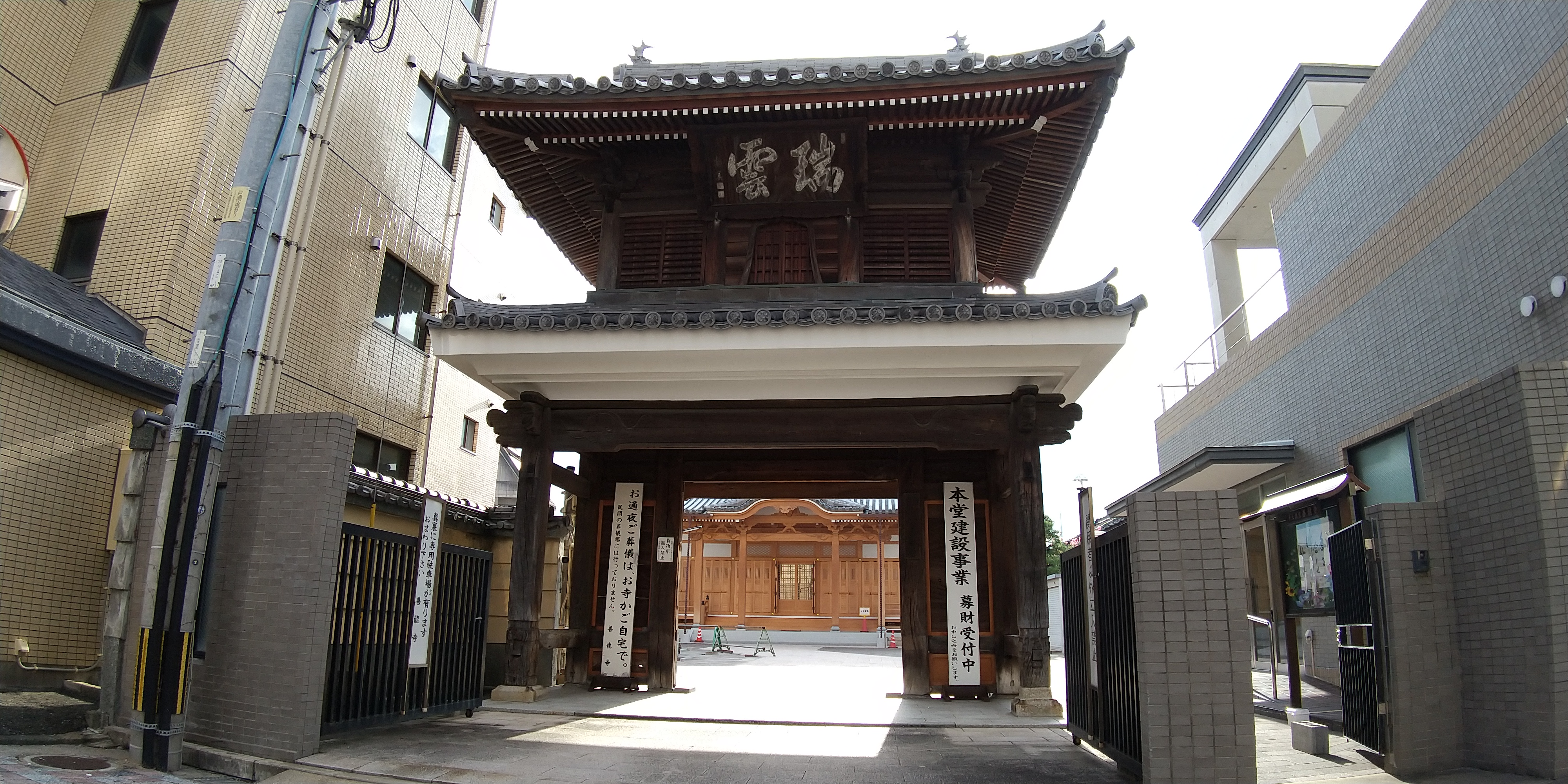
善龍寺
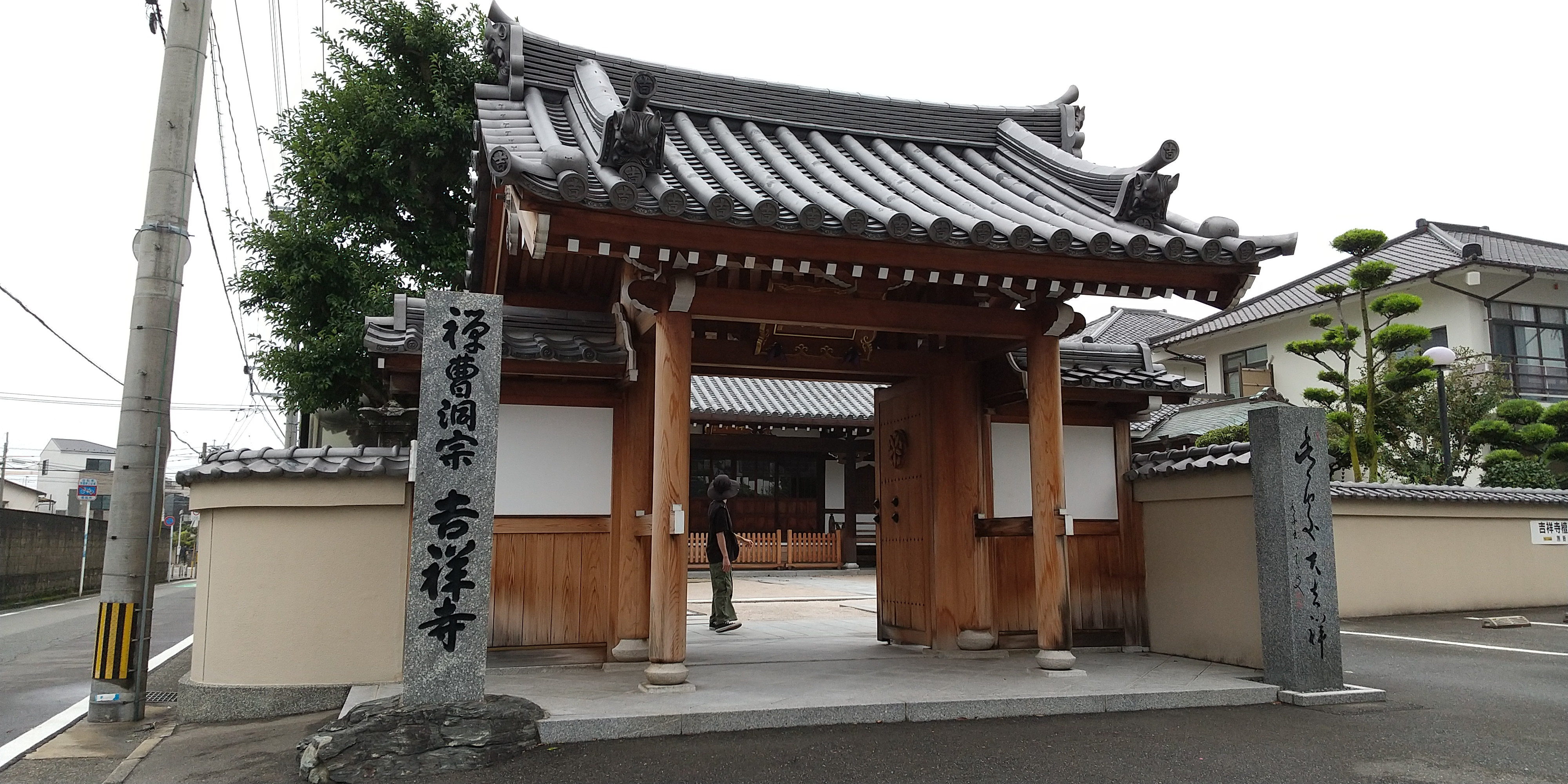
吉祥寺
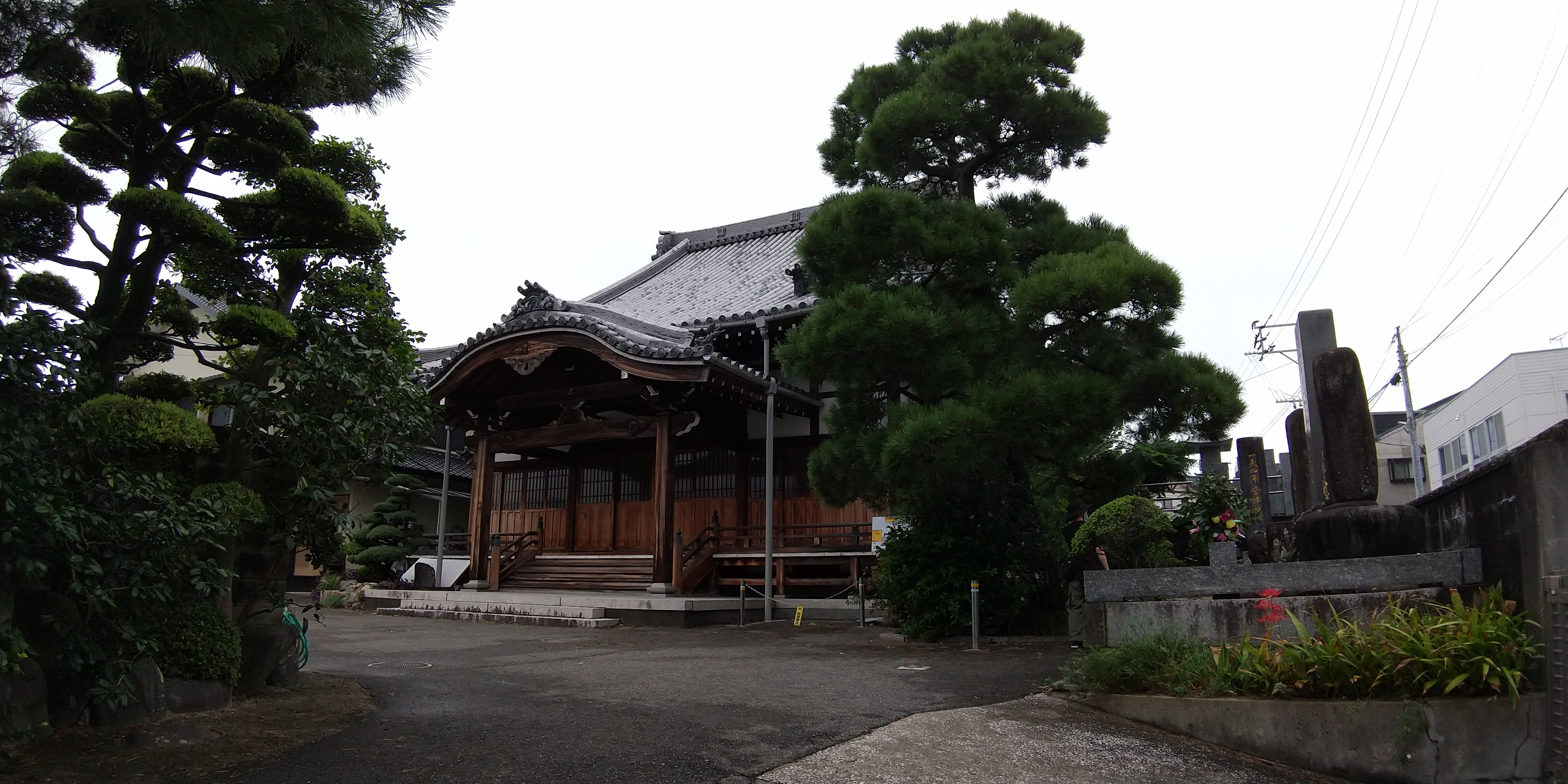
妙安寺
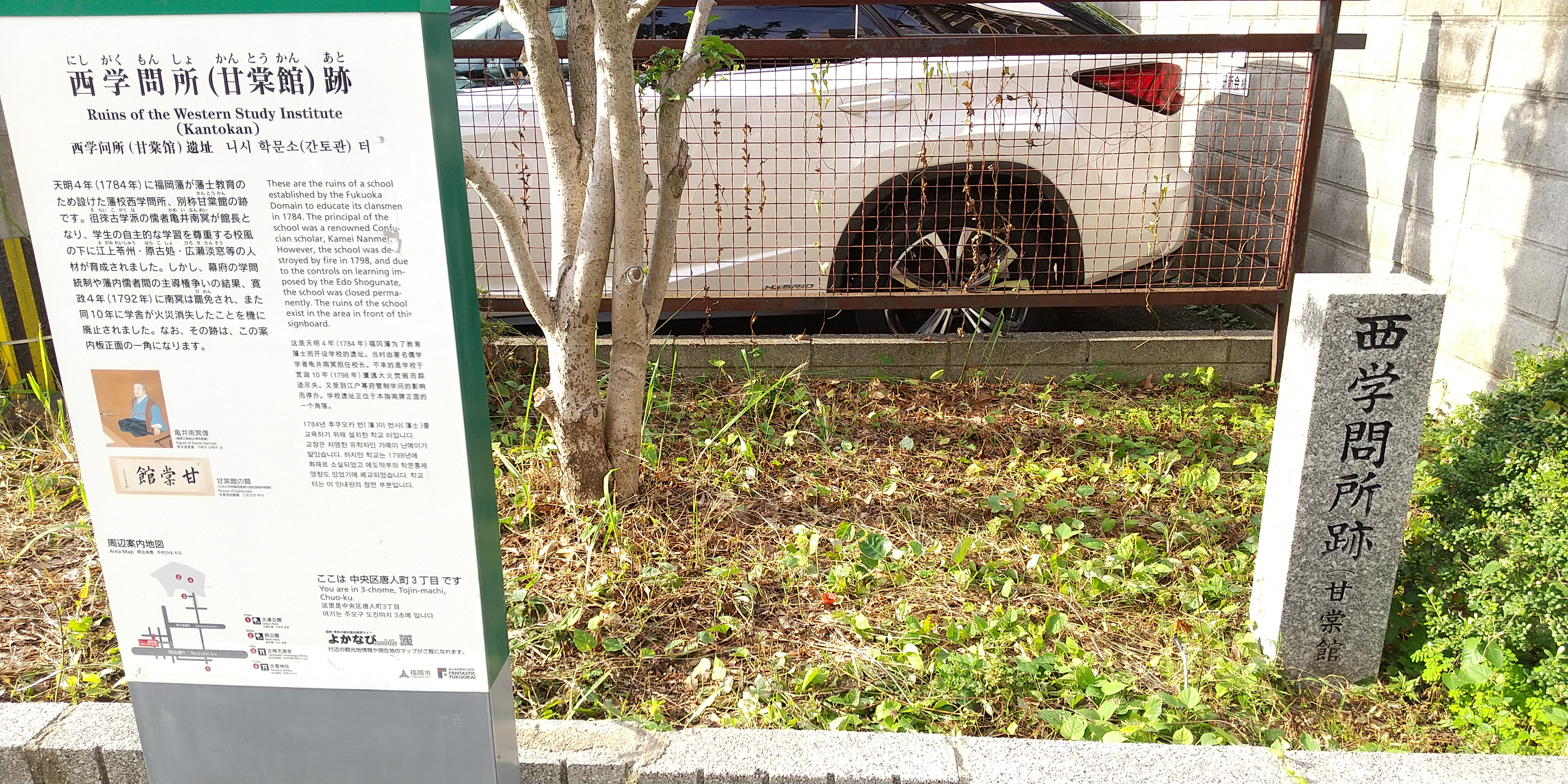
西学問所跡（甘棠館）
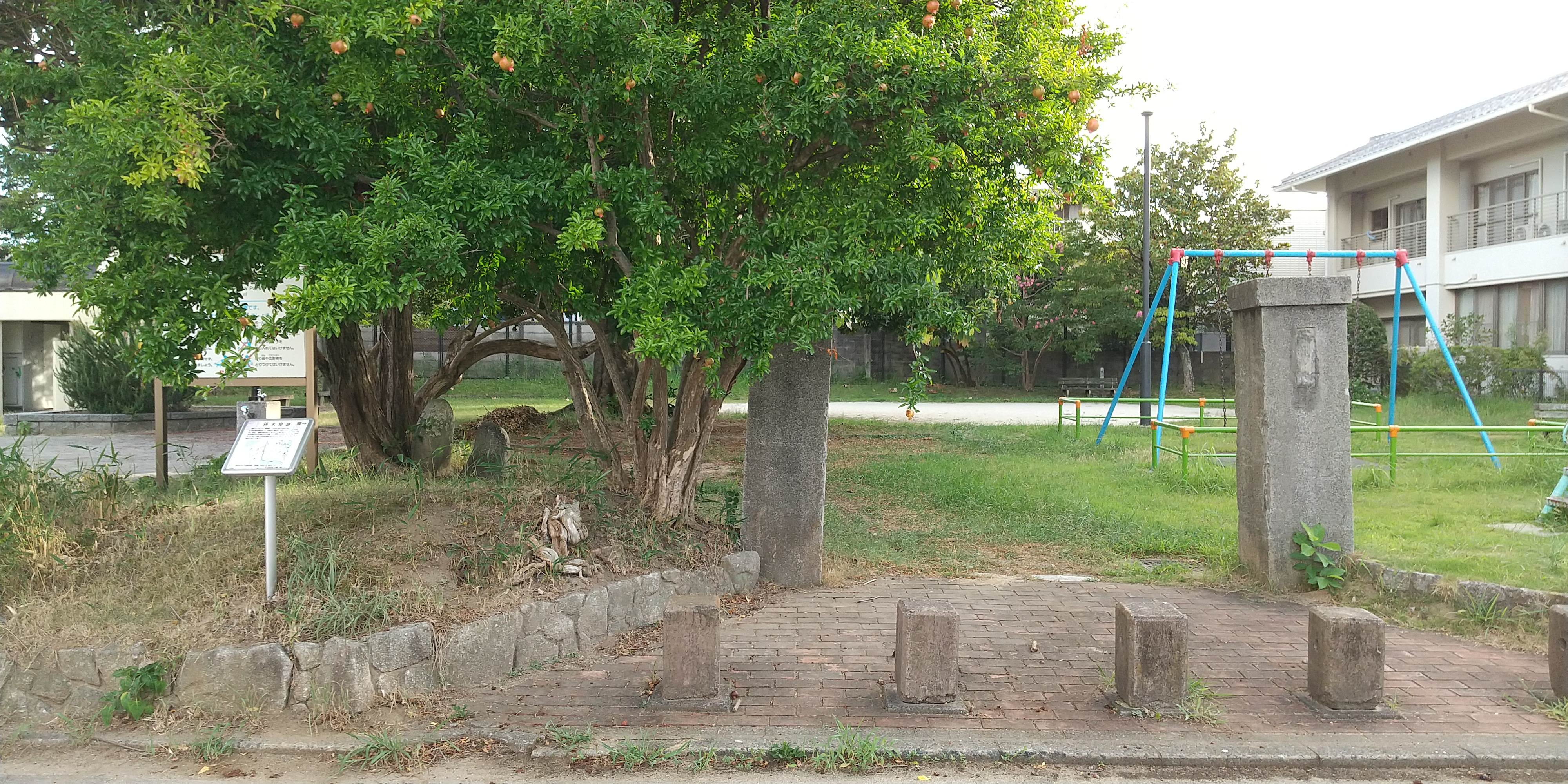
枡木屋跡（唐人町北公園内）
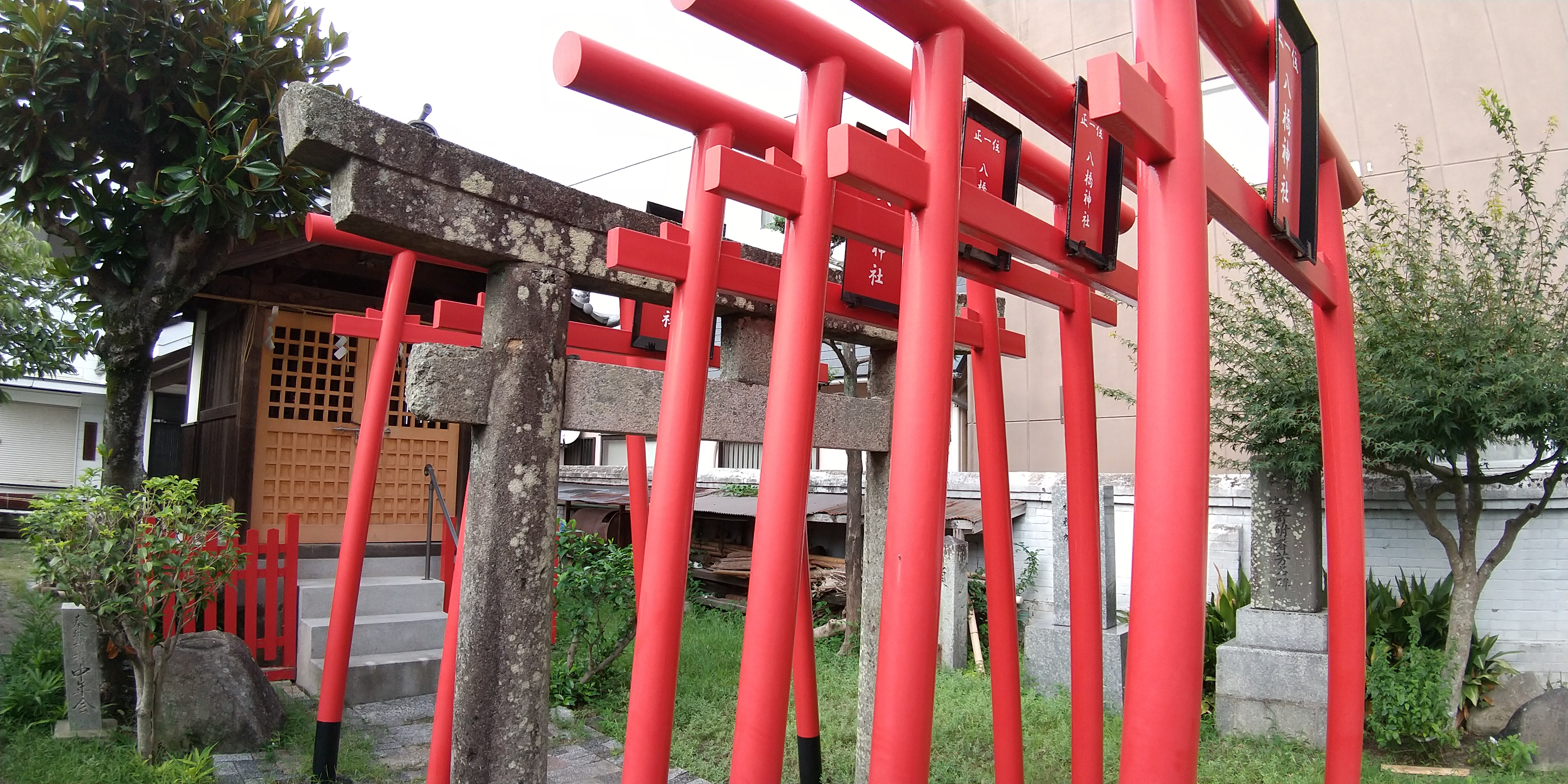
八橋神社
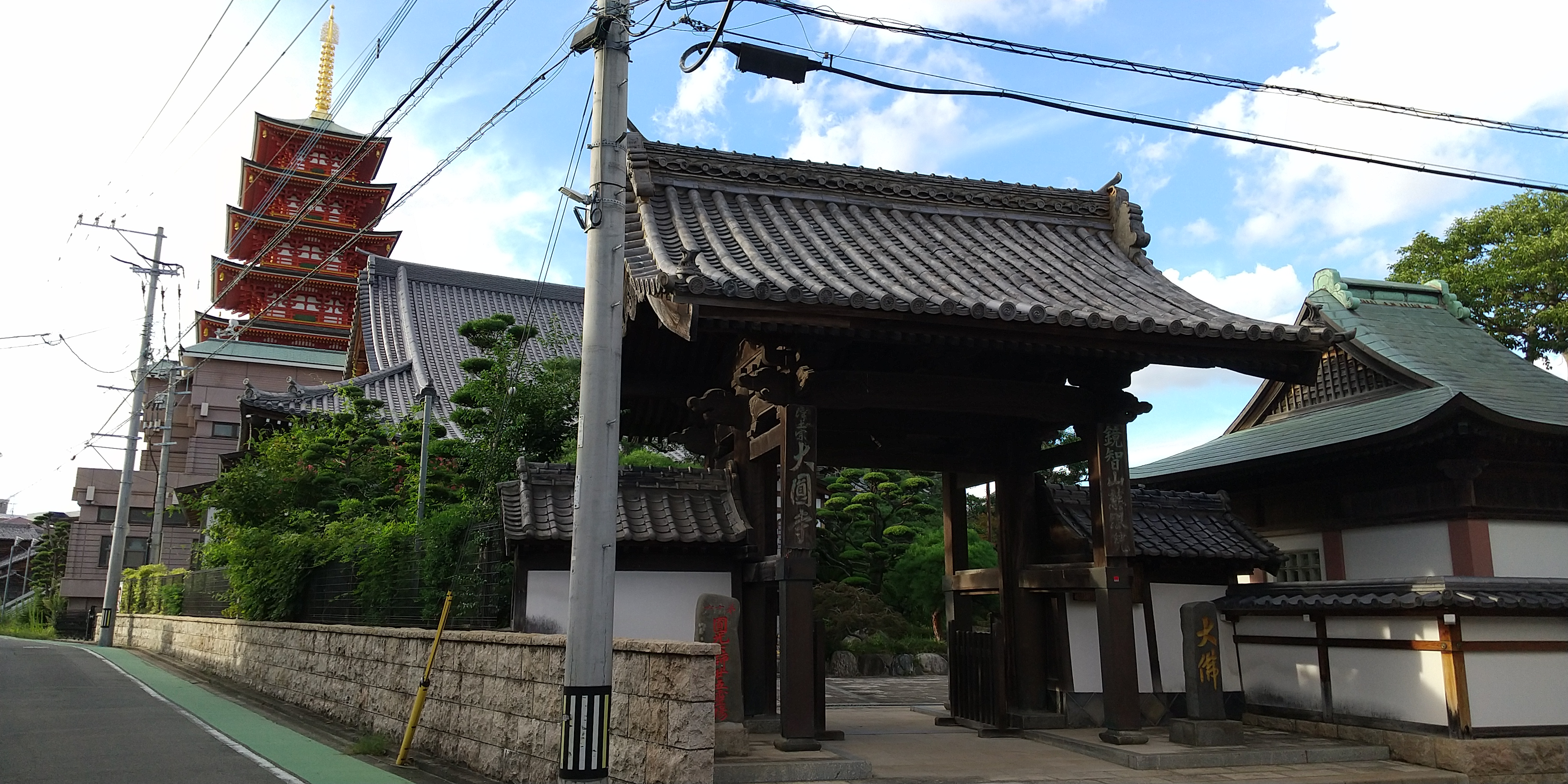
大圓寺
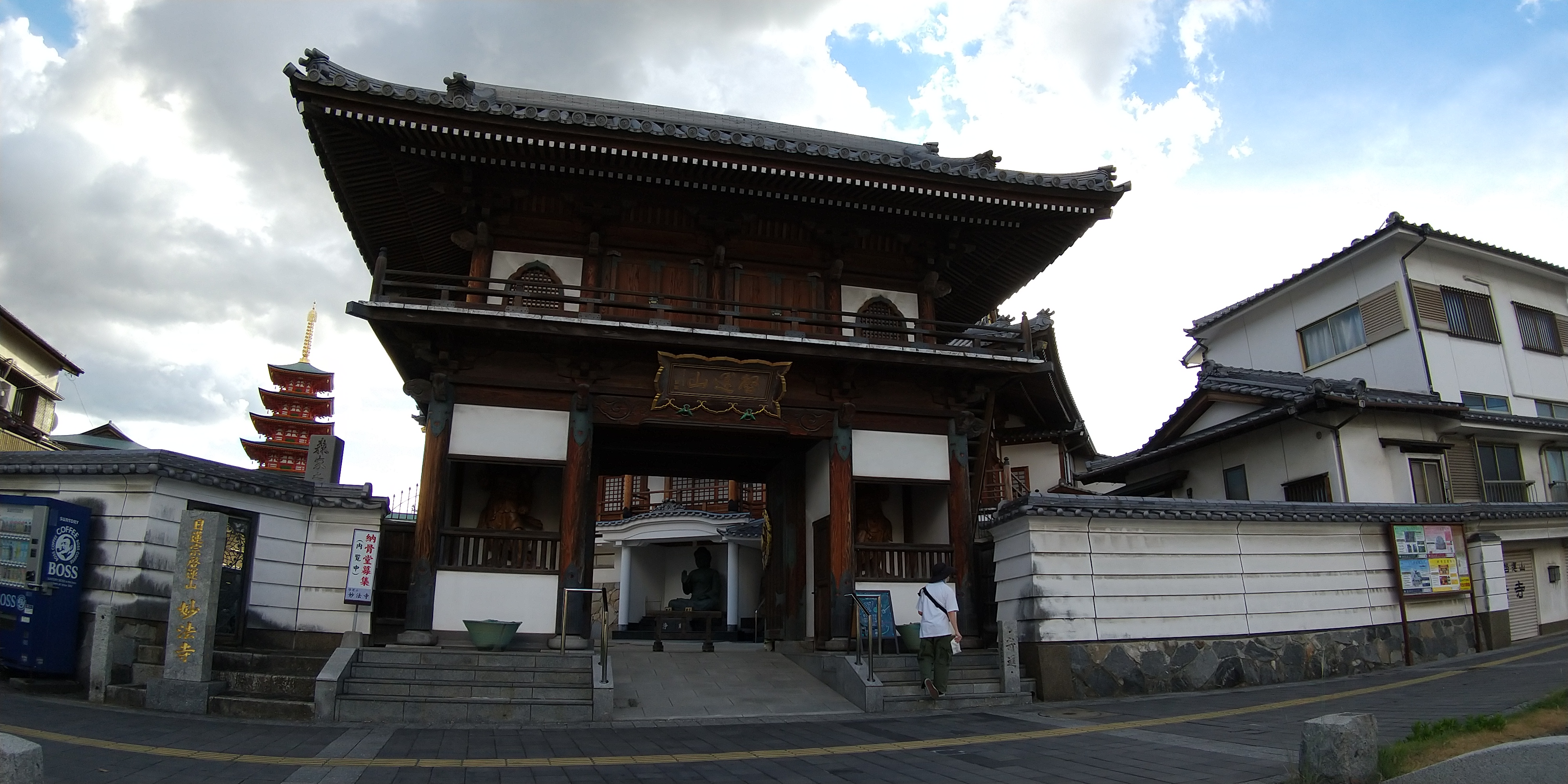
妙法寺

## 著名な元住人
- 内田良平 (政治運動家)- 生地
- 小島直記（芥川賞作家）- 一時住み、同人雑誌を出していた
- 森礼子（芥川賞作家）- 生地
- 福永武彦（フランス文学者）- 小学校低学年頃住んでいた
- りりィ（歌手）- 小学校低学年頃当仁町に住んでいた